# Tătărăști
Tătărăști (anciennement Corni) est une comuna dans le comté de Bacau, Moldavie, Roumanie, constituée des villages de Cornii de Jos, Cornii de Sus, Drăgești, Gherdana, Giurgeni, Tătărăști (résidence) et Ungureni.

## Localisation
La commune est située au sud-est du département, à la frontière avec le département de Vrancea, sur la rive gauche de la rivière Siret, près du réservoir de Berești ; la commune est traversée par la rivière Polocin, qui se jette également dans la rivière Siret, plus au sud, dans la commune d'Homocea, Vrancea, dans le département voisin de Vrancea. Elle est traversée par la route départementale DJ252C, qui la relie au sud-est de la Huruiești. et au nord jusqu'à la Corbasca.

## Démographie
Composition ethnique de la commune de Tătărăști.
- Roumains (96,57 %)
- Inconnu (3,33 %)
- Autre ethnie (0,08 %)

Composition religieuse de la commune de Tătărăști.
- Orthodoxe (96,28 %)
- Inconnu (3,33 %)
- Autre religion (0,37 %)

Selon le recensement effectué en 2011, la population de la commune de Tătărăști s'élève à 2 397 habitants, en baisse par rapport aux habitants du précédent recensement effectué en 2002, où 2 623 habitants étaient enregistrés. La majorité des habitants sont des Roumains (96,58%). Pour 3,34 % de la population, l'ethnicité est inconnue. D'un point de vue confessionnel, la majorité des habitants sont Orthodoxe (96,29%). Pour 3,34% de la population, l'appartenance confessionnelle n'est pas connue.

## Politique et administration
La commune de Tătărăști est administrée par un maire et un conseil local composé de 11 conseillers. Le maire, Petru Tăbăcaru, du parti social-démocrate, est en fonction depuis 2012 Modèle:Données liées de Wikidata.

## Histoire
A la fin du XIXe siècle, la commune s'appelait Corni, elle faisait partie du filet Berheci du département de Tecuci. et se composait des villages de Cornii de Jos, Cornii de Sus, Giurgeni, Tătărăști et Ungureni, avec un total de 1644 habitants. Dans la commune, il y avait une école mixte de 43 élèves et cinq églises (une dans chaque village).  L'annuaire Socec de 1925 l'enregistre dans le filet Găiceana du même département, comprenant les mêmes villages plus le village de Costișa et une population de 1264 habitants.
En 1950, la commune a été transférée au district de Răchitoasa de la région de Bârlad. et ensuite (après 1956) au district d'Adjud de la région de Bacău. et entre-temps, la commune de Huruiești a été rétablie et la commune de Corni a reçu le nom de Tătărăști. En 1968, la commune est passée au comté de Bacău et a également repris les villages de Drăgești et Gherdana de l'ancienne commune de Florești.

## Source
- (ro) Cet article est partiellement ou en totalité issu de l’article de Wikipédia en roumain intitulé « Comuna Tătărăști, Bacău » (voir la liste des auteurs).